# Montague, Texas
Montague (phát âm là "Môn-tayg") là một cộng đồng chưa hợp nhất trong quận Montague, Texas, Hoa Kỳ. Nó là quận lỵ của quận Montague 2 và có một dân số ước tính 400 người thời điểm năm 2000, theo Sổ tay Texas. [2] 
Montague được thành lập năm 1858 trên 160 mẫu đất hiến tặng của bang Texas. [2] Cộng đồng này được đặt tên theo Daniel Montague, một nhà khảo sát. Một bưu điện mở cửa vào năm 1860. Ước tính khoảng 400 cư dân sống trong cộng đồng của năm 1880 cũng như năm các doanh nghiệp, ba nhà thờ, một trường học, nhà máy xay bột lúa mạch duy nhất trong quận. Montague được thành lập vào năm 1886. 
Năm 1915, đã có một ước tính 300 người sống trong Montague. Con số này đạt mức thấp 284 người vào năm 1947.